# Роберто Ранцані
Роберто Ранцані (італ. Roberto Ranzani, 6 грудня 1942, Робекко-суль-Навільйо — 30 березня 2016, Феррара) — італійський футболіст, що грав на позиції захисника. По завершенні ігрової кар'єри — спортивний функціонер.

## Ігрова кар'єра
Народився 6 грудня 1942 року в місті Робекко-суль-Навільйо. Вихованець футбольної школи клубу «Конкордія Робекко».
У дорослому футболі дебютував 1959 року виступами за команду «Маджента», в якій провів два сезони, взявши участь у 50 матчах Серії D.
1961 року гравця помітив Паоло Мацца і запросив до себе в СПАЛ, у складі якого 20 січня 1962 року Ранцані дебютував у Серії А в грі проти «Ювентуса». Не ставши основним гравцем, Роберто ненадовго покинув клуб, погравши у Серії С за «Местріну», після чого повернувся в СПАЛ, що вилетів до Серії Б, і допоміг йому повернутись в еліту.
1965 року був переданий на правах співволодіння у «Дженоа» в обмін на Антоніо Коломбо, втім після одного сезону гравці повернулись до свої старих клубів. 
1967 року Ранцані перейшов у «Реджяну», втім наступного року знову повернувся в СПАЛ, де відіграв свої два останні сезони.
1970 року разом із одноклубником Джорджо Фогаром перейшов у клуб Серії D «Беневенто». Відіграв за команду з Беневенто наступні шість сезонів своєї ігрової кар'єри. Більшість часу, проведеного у складі «Беневенто», був основним гравцем захисту команди і у 1974 році вийшов з командою до Серії С.
Завершив професійну ігрову кар'єру у клубі «Кротоне», за яке виступав протягом 1976—1977 років.
По завершенні ігрової кар'єри став спортивним директором, працюючи у ряді італійських клубів. 
Помер 30 березня 2016 року на 74-му році життя у місті Феррара.